# رون بوب
رون بوب (بالإنجليزية: Ron Pope)‏ هو مغني ومغن مؤلف وموسيقي أمريكي، ولد في 23 يوليو 1983.

## وصلات خارجية
- الموقع الرسمي
- رون بوب على موقع ميوزك برينز (الإنجليزية)
- رون بوب على موقع أول ميوزيك (الإنجليزية)
- رون بوب على موقع ديسكوغز (الإنجليزية)